# Château de Braemar
Pour les articles homonymes, voir Braemar (homonymie).
Le château de Braemar est proche du village de Braemar dans l'Aberdeenshire, région du nord de l'Écosse.

## Histoire
La première tour fut construite en 1628 par John Erskine, 2e ou 18e comte de Mar, pour remplacer le château de Kindrochit, plus ancien. Garnison importante pendant la Rébellion jacobite, le château fut attaqué et brûlé en 1689 par John Farquharson, dit le Colonel Noir, du hameau d'Inverey ; John Erskine y trouva la mort. Le château fut laissé en ruine jusqu'en 1748, où il fut loué au gouvernement par le Clan Farquharson, servant de garnison pour les troupes de la Maison de Hanovre ; on peut encore voir dans certaines pièces les graffitis laissés par les soldats anglais. En 1797, le château retourna au clan Farquharson et commença à être restauré afin de devenir le siège du clan. Le 12e laird (i.e. propriétaire foncier en Écosse) d'Invercauld divertit la reine Victoria du Royaume-Uni alors qu'elle participait au rassemblement de Braemar.

## Architecture et collections
C'est un château de plan en L, avec un mur-rideau façonné en étoile, et des tours d'angles à trois étages. L'entrée principale a gardé sa grille en fer d'origine. Parmi les antiquités que l'on peut voir dans le château, on a une épée de l'Âge du bronze, le plus gros cristal de cairngorm du monde (variété de quartz trouvée dans les montagnes d'Écosse), un spécimen rare de topaze bleu, et une pièce de tartan portée par Charles Édouard Stuart.

## Actuellement
De nos jours, le château est considéré comme la demeure ancestrale du clan Farquharson, qu'ils détiennent et occupent toujours. Certaines parties du château comme les donjons sont ouvertes aux touristes pendant toute l'année. La chapelle et la salle à manger peuvent être louées pour des mariages.